# Scotch (band)
 For alternative betydninger, se Scotch. (Se også artikler, som begynder med Scotch)
Scotch var en italiensk italo disco-gruppe, der var aktiv i 1980'erne. Gruppen blev startet af David Zambelli og Walter Verdi, der begge var pladeproducere fra Bergamo. Blandt deres bedst-kendte numre er "Take Me Up", "Disco Band", "Mirage", "Delirio Mind", "Penguins' Invasion", "Plus Plus" og "Money Runner".
"Disco Band" blev samplet på Scooters hitsingle "Lass uns tanzen" (2007).

## Diskografi

### Studiealbum
- 1985: Evolution
- 1987: Pictures of Old Days

### Opsamlingsalbum
- 1992: Best of Scotch